# سد هوور
سد هوور یکی از بزرگ‌ترین سدهای ایالات متحده آمریکا است که بر روی رودخانه کلرادو در جنوب شرقی شهر لاس وگاس در مرز بین ایالت‌های نوادا و آریزونا بسته شده‌است. این سد یک سد وزنی-قوسی بتنی است. سد هوور به افتخار رئیس‌جمهور هربرت هوور نامگذاری شده‌است.
این سد تا پیش از ساخت سد گرند کولی در سال ۱۹۴۵ میلادی، بزرگترین سازه بتنی و بزرگترین نیروگاه انرژی آبی در جهان بود. مهندس این سد جان ال سویج بود. 
در سال ۱۹۲۸ کنگره آمریکا مجوز پروژه را صادر نمود. پیشنهاد برنده توسط Six Companies Inc ارائه شد. در سال ۱۹۳۱ کار بر روی پروژه آغاز شد.
یک مستند با عنوان هفت شگفتی جهان صنعتی در سال ۲۰۰۳ توسط بی‌بی‌سی ساخته شد که یکی از قسمت‌های آن به شیوه ساخت سد هوور می‌پرداخت.

## نگارخانه

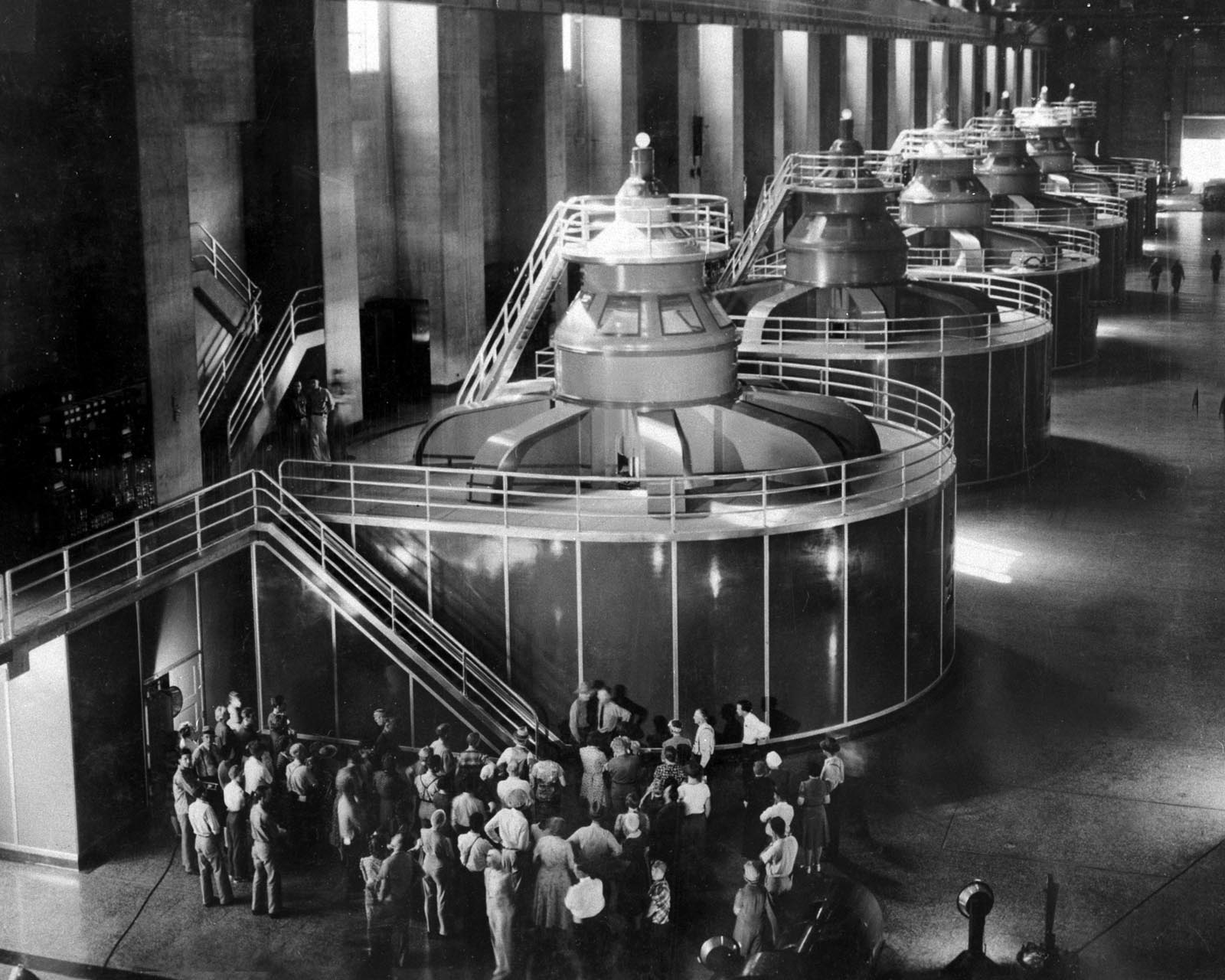

## تغییر نام
سد هوور به افتخار رئیس‌جمهور هربرت هوور نامگذاری شده‌است. اما هنگامیکه فرانکلین روزولت در انتخابات ریاست‌جمهوری ۱۹۳۲ هربرت هوور را شکست داد، نام این سد تازه ساخته‌شده را «سد بولدر» گذاشت. در سال ۱۹۴۷ کنگره آمریکا نام این سد را به سد هوور بازگرداند.